# Olympische Winterspiele 2006/Teilnehmer (Bermuda)
| Gelbes Symbol für Goldmedaillen mit stilisierten Olympischen Ringen | Graues Symbol für Silbermedaillen mit stilisierten Olympischen Ringen | Braundes Symbol für Bronzemedaillen mit stilisierten Olympischen Ringen |
| ------------------------------------------------------------------- | --------------------------------------------------------------------- | ----------------------------------------------------------------------- |
| —                                                                   | —                                                                     | —                                                                       |

Bermuda nahm an den Olympischen Winterspielen 2006 im italienischen Turin mit einem Athleten teil.

## Flaggenträger
Der Skeletonfahrer Patrick Singleton trug die Flagge Bermudas sowohl während der Eröffnungs- als auch bei der Schlussfeier.

## Teilnehmer nach Sportarten

### Skeleton
- Patrick Singleton
Herren, 19. Platz; 1:59,81 min; +3,93 s